# Healing Hearts
Healing Hearts es una serie de televisión filipina transmitida por GMA Network desde el 11 de mayo hasta el 11 de septiembre de 2015. Está protagonizada por Kristofer Martin, Joyce Ching y Krystal Reyes con las participaciones de Mickey Ferriols y Angelika de la Cruz.

## Elenco

### Elenco principal
- Joyce Ching como Mikaela Saavedra / Liza Alvar.
- Kristofer Martin como Jay Samonte.
- Krystal Reyes como Chloe Reyes.
- Angelika de la Cruz como Nimfa Samonte.
- Mickey Ferriols como Rachel Saavedra.

### Elenco secundario
- Ken Chan como Anton.
- Jay Manalo como Abel.
- Tina Paner como Alice Trajano.
- Shermaine Santiago como Miranda.
- Maureen Larrazabal como Kleng Reyes.
- Dominic Roco como Stephen.
- Elle Ramírez como Cecille.
- Lucho Ayala como Jimboy.
- Nicole Dulalia como Yvette.
- Abel Estanislao como Earl.
- Kyle Ocampo como May Trajano.
- Robert Seña como Alfred.
- Dang Cruz como Ellen.
- Jace Flores como Larry.